# Roger Birnstingl
Roger Birnstingl es un fagotista del Reino Unido.

## Biografía
A los 14 años empezó a tocar el fagot para formar un trío familiar. Continuó estudiando con Archie Camden en el Royal College of Music, y posteriormente con Enzo Mucetti de la Scala de Milán.
Como miembro de la filarmónica dirigida por Herbert von Karajan realizó giras por todo Estados Unidos. Ha sido primer fagot de la Filarmónica de Londres, la Royal Philharmonic y durante trece años de la London Symphony Orchestra, antes de ingresar en la Suisse Romande Orchestra. Durante este período, ha tocado bajo la dirección de directores como Klemperer, Monteux, Munch, Stravinski, Leonard Bernstein, Solti, Claudio Abbado, John Barbirolli y Sir Colin Davis.
Actualmente es profesor de fagot en el Conservatorio de Ginebra.
- Datos: Q7357869